# New Hradec
New Hradec je nezařazená obec v okrese Dunn County v Severní Dakotě ve Spojených státech amerických. New Hradec se nachází v jižní části okresu Dunn 15 km severoseverozápadně od Dickinsonu.
New Hradec byl založen v roce 1887 českými přistěhovalci z města Čechograd na Krymu; ti před příchodem do Spojených států emigrovali v roce 1861 z Hradce Králové na Krym. Tito Češi obývali velkou část oblasti severozápadně od Dickinsonu a jsou jedinými doloženými Čechy z Krymu, kteří se usadili v Americe. Obec se původně jmenovala Novy Hradec, to bylo později změněno na New Hradec. Osadníci zde založili v roce 1898 kostel svatého Petra a Pavla; současná budova kostela byla postavena v roce 1917 a je zapsána v Národním registru historických míst.